# Дзао
Дзао (яп. 蔵王町 Дзао:-мати) — посёлок в Японии, находящийся в уезде Катта префектуры Мияги. Площадь посёлка составляет 152,85 км², население — 12 771 человек (31 июля 2014), плотность населения — 83,55 чел./км².

## Географическое положение
Посёлок расположен на острове Хонсю в префектуре Мияги региона Тохоку. С ним граничат города Сироиси, Каминояма и посёлки Ситикасюку, Огавара, Мурата, Кавасаки.

## Население
Население посёлка составляет 12 771 человек (31 июля 2014), а плотность — 83,55 чел./км². Изменение численности населения с 1980 по 2005 годы:
| 1980 | 13 833 чел. |  |
| 1985 | 14 175 чел. |  |
| 1990 | 14 074 чел. |  |
| 1995 | 13 915 чел. |  |
| 2000 | 13 545 чел. |  |
| 2005 | 13 318 чел. |  |

## Символика
Деревом посёлка считается Pinus parviflora, цветком — цветок персика.